# Dornier Do 29 (1934)
Il Dornier Do 29 era uno zerstörer, un particolare tipo di aereo da caccia pesante bimotore a lungo raggio, sviluppato dall'azienda tedesca Dornier-Werke GmbH negli anni trenta e rimasto allo stadio progettuale.
Progettato per concorrere alla richiesta emessa nel 1934 dal Reichsluftfahrtministerium (RLM), venne ritenuto dalla commissione esaminatrice preliminare troppo distante dalle caratteristiche richieste preferendogli il Focke-Wulf Fw 57, l'Henschel Hs 124 ed il Messerschmitt Bf 110, quest'ultimo poi risultato il più adatto ed avviato alla produzione in serie. Ritenuto non idoneo la Dornier ne abbandonò lo sviluppo.

## Storia
L'idea alla base di un caccia pesante o caccia strategico fondava le proprie radici nella prima guerra mondiale, quando già allora si intendeva ricercare velivoli da caccia multiruolo e a lungo raggio. Le limitazioni imposte dalla tecnologia dell'epoca non consentivano di realizzare velivoli di successo con tali caratteristiche; ma l'idea non fu mai abbandonata e all'inizio degli anni trenta almeno sette Nazioni continuavano a portare avanti vari progetti di caccia pesanti, che potessero assolvere varie missioni, principalmente: scorta di bombardieri a lungo raggio, intercettazione di bombardieri nemici, interdizione, attacco al suolo e anti-nave. Un tale velivolo doveva essere quasi inevitabilmente biposto e bimotore, per avere una sufficiente potenzialità tecnica e operativa.
Durante i primi anni trenta, nell'ambito della rimilitarizzazione della Germania nazista il Reichsluftfahrtministerium, il ministero al quale era affidata l'intera gestione dell'aviazione tedesca del periodo, rivalutò un concetto di velivolo da guerra che già era stato ipotizzato durante la prima guerra mondiale ma che le limitazioni imposte dalla tecnologia dell'epoca non consentivano di realizzare: il caccia pesante, identificato anche come caccia strategico. L'evoluzione di quell'idea originale, poi condivisa da altre Nazioni, sfociò nel nuovo concetto di Kampfzerstörer. Il nome derivava dalla classificazione Zerstörer in uso presso la Kriegsmarine, la marina militare tedesca del periodo, per indicare il cacciatorpediniere. Nelle intenzioni di Hermann Göring, comandante in capo della Luftwaffe e ideatore della specifica emessa nel 1934 dall'RLM, il Kampfzerstörer doveva svolgere, nell'aria, un ruolo simile al cacciatorpediniere nella marina.
In particolare, doveva rispondere ad una serie di requisiti: bimotore multiruolo, capace di operare strategicamente sia come caccia pesante che come bombardiere leggero, dotato di stiva bombe. Equipaggio composto da tre aviatori: un pilota, un navigatore/bombardiere/mitragliere e un mitragliere di coda, per operare una difesa posteriore che fosse di pari potenziale all'armamento di lancio anteriore (il che presupponeva una torretta elettrica di coda massicciamente armata, tipo quella dei bombardieri pesanti). Il velivolo doveva essere capace di sufficiente agilità e velocità per sostenere il combattimento contro caccia avversari (dogfight) con una capacità di operare su lungo raggio.
Il suo impiego principale era nelle missioni di "caccia libera" e "ricognizione armata" a lungo raggio, d'avanguardia ai bombardieri strategici, per attaccare le difese aeree nemiche, sia in aria che a terra, nonché attirare in combattimento i caccia nemici. Ciò avrebbe teoricamente creato larghi varchi nello schieramento difensivo nemico dove far passare i bombardieri. Inoltre doveva possedere la possibilità di essere impiegato sia come cacciabombardiere che come caccia intercettore di bombardieri nemici, ovvero capacità di caricare diverse configurazioni di armamenti pesanti.
Molti ufficiali del C-Amt, il Dipartimento Tecnico della Luftwaffe, ritenevano che le specifiche richieste di Hermann Göring per un Kampfzerstörer fossero decisamente troppo varie; e che il risultante velivolo da combattimento "tuttofare" non sarebbe stato in grado di essere veramente efficace in alcuno dei ruoli richiesti. Tuttavia, la richiesta fu comunque inoltrata alle industrie aeronautiche tedesche.
Al bando di concorso risposero la Dornier-Werke, la Focke-Wulf Flugzeugbau che presentò il suo Fw 57, la Henschel Flugzeugwerke con l'Hs 124 e la Messerschmitt AG con il Bf 110.

### Sviluppo
La Dornier decise di rispondere alla richiesta con un unico progetto di base che si svilupperà nel Do 17, un aereo postale veloce che però prevedeva uno ulteriore sviluppo militare come bombardiere. La richiesta dell'RLM esortò lo sviluppo di una variante specializzata che assunse la designazione Do 29.
Di questa versione non si hanno molte notizie se non alcuni dati progettuali che abbinati alle specifiche alle quali doveva rispondere indica fosse un bimotore gestito da un equipaggio di due membri e dotato di cospicuo armamento basato su sei mitragliatrici MG 17 calibro 7,92 mm  posizionate all'apice anteriore della fusoliera più una MG 15 calibro 7,92 mm su supporto brandeggiabile collocata in una postazione dorsale.
I progetti vennero presentati alla competente commissione dell'RLM per le valutazioni; dopo avelri visionati fu deciso di rifiutarli e di dare priorità a quelli presentati dalle aziende concorrenti.

## Utilizzatori
Germania
- Luftwaffe (previsto)